# لاندیولول
لاندیولول (انگلیسی: Landiolol) یک آنتاگونیست آدرنرژیک داخل وریدی با اثر بسیار کوتاه و فوق انتخابی β۱ است که ضربان قلب را به‌طور مؤثر با تأثیر منفی کمتری بر فشار خون یا انقباض میوکارد کاهش می‌دهد. در مقایسه با سایر مسدودکننده‌های بتا، لاندیولول کوتاه‌ترین نیمه‌عمر حذف (۳ تا ۴ دقیقه)، شروع اثر فوق‌العاده سریع (ضربان قلب بلافاصله پس از اتمام تجویز شروع به کاهش می‌کند) و اثربخشی قابل پیش‌بینی با متابولیت‌های غیرفعال (ضربان قلب) دارد. در ۳۰ دقیقه پس از اتمام تجویز لاندیولول هیدروکلراید به سطح اولیه بازمی‌گردد). باور بر این است که ساختار خالص S-انانتیومر لاندیولول در مقایسه با سایر مسدودکننده‌های β، عوارض جانبی کاهش فشار خون کمتری ایجاد می‌کند. هنگامی که کاهش ضربان قلب بدون کاهش فشار خون شریانی مورد نظر باشد، این تأثیر مثبت بر درمان بیماران دارد. لاندیولول با اصلاح ساختار شیمیایی اسمولول برای تولید ترکیبی با نرخ انتخاب قلبی بالاتر و قدرت بیشتر بدون افزایش مدت زمان اثر آن ایجاد شد. این دارو به عنوان لاندیولول هیدروکلراید و با نام‌های تجاری Rapibloc, Raploc, Runrapiq, Landibloc در ۲ فرمول ویال ۳۰۰ میلی‌گرمی و آمپول ۲۰ میلی‌گرمی) به بازارهای اروپایی معرفی شده‌است. لاندیولول در ژاپن با نام‌های تجاری Onoact (۵۰ میلی‌گرم) و Corbeta (۱۲٫۵ میلی‌گرم برای بهبود کیفیت تصویر در سی‌تی آنژیوگرافی عروق کرونر) در دسترس است.

## مکانیسم عمل
این دارو به عنوان یک عامل مسدود کننده انتخابی β۱ با اثر فوق‌العاده کوتاه عمل می‌کند. به سرعت توسط کربوکسیل استراز در کبد و شبه کولین استراز در پلاسما به شکل غیرفعال هیدرولیز می‌شود و در نتیجه نیمه عمر حذف حدود ۴ دقیقه است. لاندیولول یک آنتاگونیست بسیار انتخابی گیرنده بتا-۱ است (انتخاب پذیری برای مسدود کردن گیرنده بتا-۱، ۲۵۵ برابر بیشتر از مسدود کردن گیرنده بتا-۲ است) که اثرات مثبت کرونوتروپیک کاتکول‌آمین‌های آدرنالین و نورآدرنالین را بر روی قلب مهار می‌کند. که در آن گیرنده‌های بتا-۱ عمدتاً قرار دارند. پنداشته می‌شود که لاندیولول مانند سایر مسدودکننده‌های بتا، محرک سمپاتیک را کاهش می‌دهد و در نتیجه باعث کاهش ضربان قلب، کاهش شلیک خود به خودی ضربان‌سازهای نابجا، کاهش سرعت هدایت و افزایش دوره مقاوم شدن گره AV می‌شود. لاندیولول هیچ گونه فعالیت تثبیت کننده غشا یا فعالیت سمپاتومیمتیک ذاتی در شرایط آزمایشگاهی از خود نشان نمی‌دهد. در مطالعات پیش بالینی و بالینی، لاندیولول تاکی‌کاردی را با اثر فوق‌العاده کوتاه با شروع و جبران اثر سریع کنترل کرد و اثرات ضد ایسکمیک و محافظت از قلب را بیشتر نشان داد. تا به امروز، لاندیولول کوتاه‌ترین نیمه عمر پلاسما و بالاترین انتخاب‌پذیری قلبی را در میان بتابلوکرها در استفاده بالینی دارد. گزینش‌پذیری لاندیولول برای محاصره گیرنده β۱، ۲۵۵ برابر بیشتر از محاصره گیرنده β۲ است. در مقایسه، متوپرولول، انتخاب قلبی بسیار کمتری دارد (لاندیولول ۱۰۰ برابر بیشتر از متوپرولول، و ۸ برابر بیشتر از اسمولول کاردیوسلکتوگر است)، و نیمه عمر ۶۰ برابر بیشتر (۳ تا ۴ ساعت در مقایسه با ۳ تا ۴ دقیقه در مورد لاندیولول). FDA اشاره می‌کند که متابولیسم‌های ضعیف CYP2D6 به دلیل افزایش سطح متوپرولول خون، انتخاب قلبی متوپرولول را کاهش می‌دهند، زیرا تنوع ژنی تبدیل متوپرولول به متابولیت‌های غیرفعال را کاهش می‌دهد که منجر به غلظت پلاسمایی متوپرولول تقریباً ۵ برابر می‌شود. فعال شدن گیرنده‌های β۲ آدرنرژیک به اتساع برونش و تسریع پاکسازی مایع آلوئولی در سیستم راه هوایی ریوی کمک می‌کند. در نتیجه، یک مسدودکننده β۱ انتخابی قلبی با اثر محدود بر گیرنده β۲، ضربان قلب را بدون عوارض جانبی ریوی در بیماران مبتلا به COPD یا آسم کاهش می‌دهد. تحریک دارویی گیرنده‌های β۲ باعث افزایش جریان خون کرونر در افراد سالم و در بیماران مبتلا به شریان‌های کرونری خفیف آترواسکلروتیک می‌شود؛ بنابراین، نه تنها یک مسدودکننده β۱ انتخابی قلبی، نیاز اکسیژن میوکارد را در طول ورزش کاهش می‌دهد، بلکه پرخونی ناشی از گیرنده β۲ را در ورزش کرونری نشان می‌دهد، در حالی که به‌طور انتخابی ضربان قلب را کاهش می‌دهد. جالب اینجاست که لاندیولول هیچ خاصیت آنتاگونیستی سدیم و کلسیم ندارد، که آن را به دلیل قدرت کمتری برای اینوتروپی منفی، بتا بلوکر انتخابی قلبی مناسب‌تر برای بیماران مبتلا به نارسایی قلبی می‌سازد، در حالی که قدرت بالاتری برای کاهش ضربان قلب ارائه می‌دهد. برخلاف لاندیولول، قرار گرفتن در معرض سایر مسدودکننده‌های بتا مانند اسمولول، بیان مجدد گیرنده‌های β را تقویت می‌کند که اثر تحمل دارو را که در طول انفوزیون طولانی‌مدت اسمولول مشاهده می‌شود، توضیح می‌دهد. قرار گرفتن طولانی‌مدت سلول‌ها با مسدودکننده‌های بتا که به عنوان فارماکوکاپرون عمل می‌کنند، سطح کل گیرنده‌های β۱-آدرنرژیک را افزایش می‌دهد و در صورت توقف ناگهانی درمان، پاسخ‌های اغراق‌آمیز به آگونیست‌های درون‌زا مانند کاتکول آمین‌ها ایجاد می‌کند. این پدیده به‌عنوان بازگشت قطع مصرف بتا بلاکر توصیف شده‌است. با این حال، لاندیولول فاقد فعالیت فارماکوکاپرونینگ قابل توجهی است، زیرا لاندیولول به دلیل سطح بزرگ قطبی آن به سختی می‌تواند در غشاهای سلولی نفوذ کند.

## کاربرد
لاندیولول به عنوان یک عامل ضد آریتمی در اروپا نشان داده شده‌است.
تاکی‌کاردی فوق بطنی و برای کنترل سریع ضربان بطنی در بیماران مبتلا به فیبریلاسیون دهلیزی یا فلوتر دهلیزی در حین عمل، پس از عمل یا سایر شرایطی که کنترل کوتاه مدت ضربان بطنی با یک عامل کوتاه اثر مطلوب است.
تاکی‌کاردی سینوسی غیر جبرانی، جایی که به تشخیص پزشک ضربان قلب سریع نیاز به مداخله خاصی دارد.
افزون بر این، لاندیولول برای درمان فیبریلاسیون بطنی یا تاکی‌کاردی بطنی در ژاپن تأیید شده‌است.
لاندیولول را می‌توان به عنوان خط اول درمان برای کنترل ضربان بطنی حاد در بیماران مبتلا به فیبریلاسیون دهلیزی استفاده کرد (توصیه سطح I - دستورالعمل ۲۰۲۰ انجمن قلب و عروق اروپا)
اثرات مفید لاندیولول در بیش از شصت کارآزمایی بالینی (جستجوی pubmed - اوت ۲۰۱۸) نشان داده شده‌است. لاندیولول به‌طور کلی به خوبی تحمل می‌شد، با خطر نسبتاً پایین افت فشار خون و برادی‌کاردی. اکثر کارآزمایی‌های بالینی با لاندیولول در محیط‌های بعد از عمل برای درمان یا پیشگیری از تاکی کاردی فوق بطنی یا تاکی آریتمی قبل یا بعد از جراحی‌های قلبی و غیرقلبی انجام شده‌اند. کارآزمایی‌های بالینی تصادفی‌سازی شده برای مقایسه لاندیولول با پلاسبو< دیلتیازم و آمیودارون در بیماران با یا بدون نارسایی قلبی منتشر شده‌است.
گزارش‌های موردی در مورد استفاده از لاندیولول پس از آنفارکتوس میوکارد، طوفان الکتریکی مقاوم منتشر شده‌است. گردش سریع لاندیولول به دلیل تجویز خود محدود شونده، بیشتر عوارض جانبی را کاهش می‌دهد. لندیولول ممکن است با عادی سازی میکروسیرکولاسیون کرونر از طریق انسداد کاهش بیان سیستم سیگنالینگ VEGF ناشی از سپسیس، اما مستقل از سایتوکاین‌های التهابی، در موش‌های سپتیک محافظ قلبی باشد.
اثربخشی و ایمنی لاندیولول در شوک سپتیک در یک کارآزمایی تصادفی‌سازی و کنترل‌شده چند مرکزی مورد بررسی قرار گرفته‌است و نتایج این مطالعه در مجله معروف Lancet Respiratory در سال ۲۰۲۰ منتشر شده‌است که تأثیر بالینی لاندیولول را در بیماران سپسیس از طریق قابل توجه نشان می‌دهد. کاهش آریتمی جدید و نگه داشتن بیماران در محدوده ضربان قلب هدف. افزون بر این، لاندیولول تأثیر بالینی مثبتی در مورد روزهای بدون تهویه، روزهای بدون ICU و روزهای بدون بیمارستان نشان داد. نرخ بقای بیماران در گروه لندیولول ۸۸٪ تا روز ۲۸ بود، در مقایسه با نرخ مرگ و میر ۲۰٪ در گروه شاهد در روز ۲۸. این یافته‌های بسیار مهمی است که ممکن است لاندیولول را در مراقبت استاندارد برای بیماران سپسیس شامل شود. از آنجایی که تاکی‌کاردی و فیبریلاسیون دهلیزی از عوامل کلیدی پیش آگهی برای سپسیس هستند. افزون بر این، تاکی‌کاردی بیش از ۱۰۰ ضربه در دقیقه (bpm) در هنگام پذیرش در بخش مراقبت‌های ویژه (ICU) یک عامل خطر برای بدتر شدن پیش آگهی است.
انتشار اخیر در مجله قلب و عروق در یک محیط واقعی آینده‌نگر، ایمنی و اثربخشی لندیولول را برای درمان فیبریلاسیون دهلیزی یا فلوتر دهلیزی در نارسایی مزمن قلب (بیش از یک هزار بیمار در ۲۰۹ مؤسسه پزشکی در سراسر ژاپن) نشان داد. در این بررسی، که یکی از بزرگترین مطالعاتی است که تاکنون در بیماران مبتلا به نارسایی مزمن قلبی که نیاز به کنترل ضربان داخل وریدی دارند، انجام شده‌است، گزارش افت فشار خون جدی در کمتر از ۱٪ از بیماران بود که انتخاب قلبی لاندیولول با اثر محدود بر خون را برجسته می‌کند. فشار. شایان ذکر است، بیش از ۷۰٪ از بیماران در کلاس III یا IV NYHA بودند (۳۵٪ NYHA IV)، و نزدیک به ۵۰٪ دارای LVEF زیر ۴۰٪ بودند. میانگین زمان برای نخستین بار بازگشت به ریتم سینوسی پس از تجویز لاندیولول ۱۴ ساعت و متوسط بالاترین سرعت انفوزیون ۳ میکروگرم بر کیلوگرم در دقیقه بود.
لاندیولول یک داروی امیدوارکننده برای مدیریت فیبریلاسیون دهلیزی پس از عمل در جراحی‌های غیر قلبی با مشخصاتی است که امکان کنترل ضربان قلب را با کمینه تأثیر بر فشار خون فراهم می‌کند. لاندیولول اثر اینوتروپیک منفی محدودی دارد و توسط سیستم تنفسی به خوبی تحمل می‌شود. مزایای اضافی مربوط به تنظیم پاسخ التهابی و کند شدن مسیر آدرنرژیک احتمالاً به کاهش بروز POAF کمک می‌کند. استفاده از دوز پایین (۵–۱۰ میکروگرم/کیلوگرم در دقیقه) معمولاً برای کنترل سریع ضربان قلب کافی است که با نرخ زودتر و بالاتر تبدیل به ریتم سینوسی در مقایسه با گروه کنترل همراه است.
تحمل عالی لاندیولول در دوزهای پایین (۳ تا ۵ میکروگرم/کیلوگرم در دقیقه) امکان شروع استفاده پیشگیرانه در حین جراحی و پس از عمل را فراهم می‌کند. پروفیلاکسی لاندیولول با کاهش بروز فیبریلاسیون دهلیزی پس از عمل بدون ایجاد عوارض جانبی مرتبط با بلوک بتا همراه است. به نظر می‌رسد طرح انفوزیون بهینه با ادامه انفوزیون لاندیولول در دوره بعد از عمل با پاسخ بهتر همراه است، در حالی که انفوزیون محدود به دوره حین عمل ممکن است کافی نباشد.